# Semissis

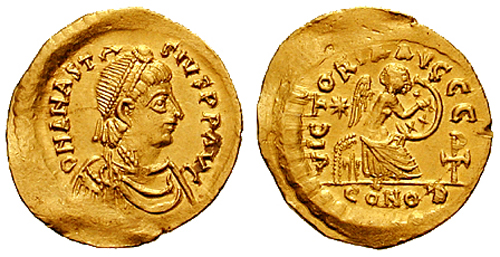
Semissis des Anastasios I., 491–518

Die Semissis war eine römische Münzbezeichnung und bedeutet Halbstück. Erstmals ist dieser Begriff aus der Zeit des Kaisers Severus Alexander als Halbstück des Aureus belegt.
Ab der Zeit des Kaisers Konstantin I. war die Semissis zusammen mit dem Solidus, der Standardgoldmünze des Römischen Reiches ab 309, gebräuchlich. Sie wurde erstmals 312 von Konstantin dem Großen in Rom geprägt. Das Standardgewicht der Semissis betrug offiziell die Hälfte des Solidus und somit 2,25 g. Tatsächlich wiegen die meisten Semisses etwas weniger (2,0 bis 2,1 g). Die Semissis wurde im römischen Nachfolgereich dem Byzantinischen Reich bis ins 9. Jahrhundert hinein geprägt. Die letzten uns bekannten Semisses wurden unter Kaiser Basileios I. geprägt. Der durchschnittliche Durchmesser der Semissis beträgt 18 mm.
Häufiger als der Semissis wurden jedoch der Tremissis (Plural: Tremisses) geprägt, der ein Drittel des Solidus wog.
Die Semissis zeigt auf ihrer Vorderseite in der Regel Büsten der Kaiser und auf der Rückseite ein Bildnis der Victoria, in byzantinischer Zeit dann ein Kreuz auf einer Kugel.